# مایکل دووگرتی
مایکل دووگرتی (انگلیسی: Michael Dougherty؛ زادهٔ ۲۸ اکتبر ۱۹۷۴) یک فیلم‌نامه‌نویس، تهیه‌کننده و کارگردان اهل ایالات متحده آمریکا است که بیشتر برای همکاری با دن هریس در آثار کمیک بوکی شناخته شده است.

## فیلم شناسی
- ایکس ۲: مردان متحد (۲۰۰۳) (نویسنده)
- بازگشت سوپرمن (۲۰۰۶) (نویسنده)
- کرمپوس (فیلم) (۲۰۱۵) (نویسنده و کارگردان)
- مردان ایکس: آپوکالیپس (۲۰۱۶) (نویسنده)
- گودزیلا: سلطان هیولاها (فیلم ۲۰۱۹) (۲۰۱۹) (نویسنده و کارگردان)